# 南區 (熊本市)
南區（日语：／ Minami ku */?）是熊本市于2012年4月升格為政令指定都市時新設的一個行政區。區役所設於原本的富合綜合支所（舊富合町役場）。辖下的舊富合町和舊城南町區域是合併特例區。

## 地理
位於熊本市南部，相當于以前的川尻町・日吉村・力合村（1940年和熊本市合併）、田迎村、御幸村（同1953年）、飽田町、天明町（同1991年）、富合町（同2008年）、城南町（同2010年）9町村。除了西區、中央區、東區之外，還和嘉島町、御船町、甲佐町、宇城市、宇土市相鄰，隔海和（有明海）和長崎縣島原市相望。緑川和其支流加勢川流經南區。

## 人口
人口有12万5336人、面積109.86平方公里。人口密度1,140人/平方公里，大約介於西區和北區的中間。

## 名稱
南區的臨時名稱是「E區」，在2010年9月實施的「徵集區名」中，獲得支持最多的依次是南區（48.9%）、城南區（25.5%）、緑川區（2.7%）、熊南區（1.8%）、緑區（1.2%）、熊本南區（1.2%）、肥後南區（0.7%）、川尻區（0.7%）、南城區（0.7%）、南部區（0.5%）、（其他 16.1%）。熊本市行政區劃審議會據此決定將東區、城東區、肥後東區、託麻區、江津區定為候選區名，2010年12月再次舉行「意向調査」，在這五個區名中，東區獲得了第一位，佔57.0%。在審議會進行討論之後，2011年1月正式將「東區」這一名稱定為區名的方案提交給市長。翌月，熊本市決定將此確定為「方針」、2011年12月，熊本市議會正式通過這個決定。

## 外部連結
- （日語） 官方网站
- OpenStreetMap上有關南區 (熊本市)的地理